# Hinton St Mary
Hinton St Mary est une paroisse civile et un village du Dorset, en Angleterre.